# Klammspitze
Die Klammspitze ist ein formschöner Doppelgipfel bestehend aus der Großen (1924 m ü. NHN) und Kleinen Klammspitze (1882 m ü. NHN) in den Ammergauer Alpen bei Oberammergau im Landkreis Garmisch-Partenkirchen. Bestiegen wird üblicherweise nur die Große Klammspitze.

## Gipfel
Der Gipfel ist als Bergtour für trittsichere Bergwanderer vom Schloss Linderhof (980 m) über die Brunnenkopfhütte (1602 m) erreichbar. Von dort aus geht es zunächst nach Westen auf einem Bergwiesenpfad durch die steilen Hänge des Brunnenkopfes, dann Anstieg durch das sogenannte Wintertal bis unter die jetzt massiv aufragenden Felsen der beiden Klammspitzen. Ab jetzt ist Trittsicherheit und Schwindelfreiheit Voraussetzung. Auf steilem Steig geht es in einigen Kehren hinauf zum Südgrat, danach den Markierungen folgend hinauf zum Gipfelkreuz. Im Gipfelbereich trifft man bis in den Frühsommer häufig auf Altschneefelder.
Auf die Kleine Klammspitze führt kein markierter Steig (laut AV-Führer (s. Literaturhinweis) Fels II).